# Melchor Pacheco y Obes
 (juin 2016).
Melchor Pacheco y Obes (Buenos Aires, vice-royauté du Río de la Plata, 20 janvier 1809 - Buenos Aires, Argentine, 21 mai 1855). Militaire et homme politique uruguayen. Membre du Parti colorado, il fut l'un des principaux acteurs du gouvernement de la Défense, durant la grande guerre.

## Biographie

### Les premières années
Fils du capitaine de blandengues Jorge Pacheco Camacho et de Dionisia Obes y Álvarez, il suivit ses études à Buenos Aires puis à Rio de Janeiro, où il vécut un temps avec son oncle Lucas Jorge Obes. Lorsqu'éclata en 1825 la Cruzada Libertadora (révolte contre la domination brésilienne dans la Province orientale), le jeune Melchor - âgé d'à peine 16 ans - rejoignit à Mercedes les patriotes commandées par Julián Laguna. Secrétaire de ce dernier, il participa à la guerre contre le Brésil et prit part à la bataille décisive de Ituzaingó (20 février 1827). 
La guerre terminée, il vécut quelque temps à Buenos Aires avant de s'installer définitivement à Montevideo. Au cours des années 1830, il resta à l'écart des troubles que connut la jeune et instable république uruguayenne : il ne participa ni au soulèvement de Juan Antonio Lavalleja (en dépit de leur amitié) contre le président Fructuoso Rivera, ni à la rébellion de ce dernier contre le nouveau président, Manuel Oribe.

### Durant la grande guerre
Lorsque Rivera – élu président de la République pour la seconde fois, en 1839  – déclara la guerre au tyran portègne Juan Manuel de Rosas, Pacheco y Obes s'enrôla dans les forces gouvernementales. Un conflit long de plusieurs années (appelé grande guerre) débutait, mais rapidement ses aptitudes intellectuelles et ses dons de commandement lui permirent de monter en grade : dès 1841, il était nommé lieutenant-colonel puis commandant général et chef politique du département de Soriano. 
Au lendemain de la bataille de Arroyo Grande (6 décembre 1842), il rejoignit l'armée en déroute du président Rivera. Nommé ministre de la Guerre et de la Marine, il déploya une grande énergie et se révéla un organisateur hors pair lors du siège de Montevideo par le blanco Manuel Oribe : il mobilisa les esprits, réorganisa les troupes (tout en maintenant le général José María Paz en poste), édifia de nouvelles fortifications et les dota de batteries, constitua des réserves de vivres et de munitions...
Son tempérament et son intransigeance firent de lui une « espèce de Robespierre de l'Uruguay », comme en témoigne l'affaire Luis Baena. Ce dernier - un éminent commerçant de la cité – fut pris en flagrant délit de correspondance avec l'assiégeant et condamné à mort pour trahison. Certains Montévidéens, émus d'une telle mesure, multiplièrent les requêtes et les demandes de grâce, mais rien n'y fit. Pacheco y Obes resta inflexible ; il refusa de commuer la peine et ordonna l'exécution. Il participa également à divers combats, n'hésitant pas à l'occasion à monter en première ligne (bataille de Pantanoso, le 24 avril 1844). 
Pacheco y Obes incarnait la résistance au tyran argentin Rosas et à son allié, le « traître » Oribe.  Sa popularité grandissante fit de l'ombre à Rivera (les deux hommes devinrent rivaux) et suscita des oppositions au sein même du gouvernement de la Défense. 
En novembre 1844, il s'opposa (avec son ami Garibaldi) aux autorités brésiliennes qui exigeaient la remise de trois de leurs marins enrôlés, plus ou moins de force, dans la marine uruguayenne. Désapprouvé par son propre gouvernement, Pacheco y Obes démissionna et partit pour Rio de Janeiro où il vécut dans des conditions matérielles difficiles. Pourtant, en 1845, le président du gouvernement de la Défense - Joaquín Suárez - le rappela et le nomma général, chargé du commandement des troupes de la cité assiégée. En février 1846, il intégra l'Assemblée des notables qui faisait office - avec le Conseil d’État - de pouvoir législatif. Mais le 1er avril 1846, le retour à Montevideo de Rivera changea la donne. En effet, les partisans du caudillo organisèrent une mutinerie, obligeant Pacheco y Obes à renoncer à ses charges et à se réfugier sur un navire français en partance pour Rio de Janeiro.
En mai 1849, Manuel Herrera y Obes le nomma ministre plénipotentiaire en France avec la mission, quasi impossible, de convaincre les autorités françaises de ne pas retirer leur appui au gouvernement de la Défense. Il déploya son habituelle énergie dans un contexte peu favorable à la cause orientale, multipliant les rencontres avec les ministres et différentes personnalités, prononçant un brillant discours au Parlement mais, finalement, sans obtenir le soutien tant espéré de Paris.
Par contre, il se lia avec plusieurs intellectuels qui réalisèrent une intense propagande en faveur du gouvernement de la Défense. Son amitié avec l'écrivain Alexandre Dumas déboucha sur la publication par ce dernier d'un opuscule intitulé Montevideo ou la nouvelle Troie dont on suppose qu'il fut rédigé - du moins en grande partie - par Pacheco y Obes lui-même. Il n'hésita pas non plus à répondre à ses détracteurs dans la presse, à publier diverses brochures et à traduire en justice plusieurs journalistes (lesquels durent retirer leurs propos mensongers).
Finalement, en octobre 1851, la fin de la grande guerre mit un terme à sa mission diplomatique et, après avoir séjourné encore quelque temps en France, il regagna l'Uruguay.

### L'après-grande guerre
Il se rapprocha alors des « conservateurs » colorados qui s'opposaient de plus en plus à la politique menée par le premier président de l'après-grande guerre, le blanco modéré Juan Francisco Giró. Alors que les divisions entre blancos et colorados se creusaient, il prit part au soulèvement du 18 juillet 1853. En ce jour anniversaire du serment de la Constitution de 1830, la Garde nationale (majoritairement blanca et désarmée) défila à Montevideo sur la place Matriz avant d'être attaquée par les colorados du deuxième bataillon de chasseurs commandé par León de Pallejas. Les mutins prirent rapidement le contrôle de la situation, mais le sang coula : plusieurs Gardes nationaux périrent dans les combats. C'est alors que Pacheco y Obes se rendit au Fuerte (siège du gouvernement) pour informer le président des événements et, surtout, évoquer la faiblesse de sa  position : c'était un coup d’État déguisé. Tout laisse à penser, qu'en réalité, Pacheco y Obes fut le véritable instigateur du soulèvement ; l'historiographie uruguayenne nomme d'ailleurs cet épisode la «mutinerie de Pacheco ».
Le président Giró céda aux exigences des colorados et nomma deux ministres issus de leurs rangs, à savoir Manuel Herrera y Obes au ministère de l’Économie et Venancio Flores à celui de la Guerre. Mais le 24 septembre, après que Flores eut exigé la nomination de trois chefs politiques colorados, Giró démissionna et se réfugia à l'ambassade de France. Les « conservateurs » mirent alors en place un triumvirat, (composé de Juan Antonio Lavalleja, Fructuoso Rivera et Venancio Flores) tandis que Pacheco y Obes devenait chef d'État-Major des armées, ce qui lui assurait le pouvoir militaire. 

### Fin de vie
Mais son influence pesait peu face à l'autorité grandissante de Flores qui, à la mort des deux autres triumvirs, resta seul responsable du pouvoir exécutif. Pacheco y Obes se brouilla avec le nouvel homme fort du pays et présenta sa démission. Après avoir  dirigé quelques mois le journal El Nacional, il s'installa à Buenos Aires où il vécut modestement et de plus en plus affaibli par la maladie. Il décéda le 21 mai 1855 dans la capitale argentine et fut enterré à Montevideo. Le Panthéon national de l'Uruguay a accueilli ses cendres le 8 octobre 1876, sous la dictature de Lorenzo Latorre.
Il se maria deux fois, en premières noces avec Manuela Tejera y Alcoba (dont il eut un fils, Máximo) puis, veuf, avec Matilde Stewart Agell dont il n'eut pas de descendance.